# Drew Hayden Taylor
Drew Hayden Taylor (né le 1er juillet 1962) est un dramaturge, auteur et journaliste canadien.

## Biographie
Né à Curve Lake, dans le comté de Peterborough en Ontario, Drew Hayden Taylor est d'origine ojibwé et caucasienne. 
Il écrit sur la culture des Premières Nations et collabore régulièrement à divers magazines, dont la revue politique This Magazine. Ses écrits comprennent des pièces de théâtre, des nouvelles, des essais, des chroniques de journaux ainsi que des œuvres cinématographiques et télévisuelles. En 2004, il est nommé au sein du comité consultatif du ministère de la Culture de l'Ontario. 
En plus de ses écrits, Taylor a été directeur artistique de Native Earth Performing Arts et a enseigné au Center for Indigenous Theatre. Il est co-auteur de la série Mixed Blessings pour le réseau de télévision des peuples autochtones APTN en 2007 et a été rédacteur pour The Beachcombers, Street Legal et North of 60. 
Taylor a été écrivain en résidence au Native Earth Performing Arts, au Cahoots Theatre, à l'Université du Michigan, à l'Université Western Ontario, au Festival Stephen Leacock, au Blyth Festival, à l' Université de Lüneburg et à l'Université Ryerson.